# Mauro Galindo
Mauro Galindo (Gavá, 1958 - Valencia, 9 de mayo de 2007) fue un bailarín, coreógrafo y maestro de danza español.
Licenciado en Historia del Arte y Danza Clásica, se formó con Jean Martinelli en Suiza y en la Academia Princesse Grace en Montecarlo. Su carrera profesional como bailarín empezó en el Ballet Clásico Nacional con Víctor Ullate, el Ballet de Stuttgart bajo la dirección de la gran bailarina Marcia Haydée y el Ballet de Zúrich con Uwe Scholz. Fue profesor del Instituto de Teatro de Barcelona desde 1987 y trabajaba en el Centro Coreográfico de Teatres de la Generalitat Valenciana como responsable del Ballet.
Fue uno de los impulsores, junto a María de Ávila, y director del desaparecido Ballet de Zaragoza desde su creación en 1989 hasta 1996, cuando le sustituyó Arantxa Argüelles.
De sus cualidades se destacaba por su gran profesionalidad, dedicación y generosidad para sus compañeros de profesión.